# New Japan Pro Wrestling: Tōhkon Road Brave Spirits 2 - The Next Generation
New Japan Pro Wrestling: Tōhkon Road Brave Spirits 2 - The Next Generation (新日本プロレス闘魂炎導2The Next Generation, Shin Nihon Pro Wrestling Toukon Honoo 2 - The Next Generation) est un jeu vidéo de catch sorti en 1998 sur Nintendo 64 uniquement au Japon. Le jeu a été développé par Yuke's et édité par Hudson Soft.
Il s'agit de la suite de New Japan Pro Wrestling: Tōhkon Road Brave Spirits. Le jeu est basé sur la New Japan Pro Wrestling.